# (7895) Kaseda
(7895) Kaseda est un astéroïde de la ceinture principale.

## Description
(7895) Kaseda est un astéroïde de la ceinture principale. Il fut découvert le 22 février 1995 à Kashihara par Fumiaki Uto. Il présente une orbite caractérisée par un demi-grand axe de 3,15 UA, une excentricité de 0,15 et une inclinaison de 13,2° par rapport à l'écliptique.

## Compléments